# Chad Allen

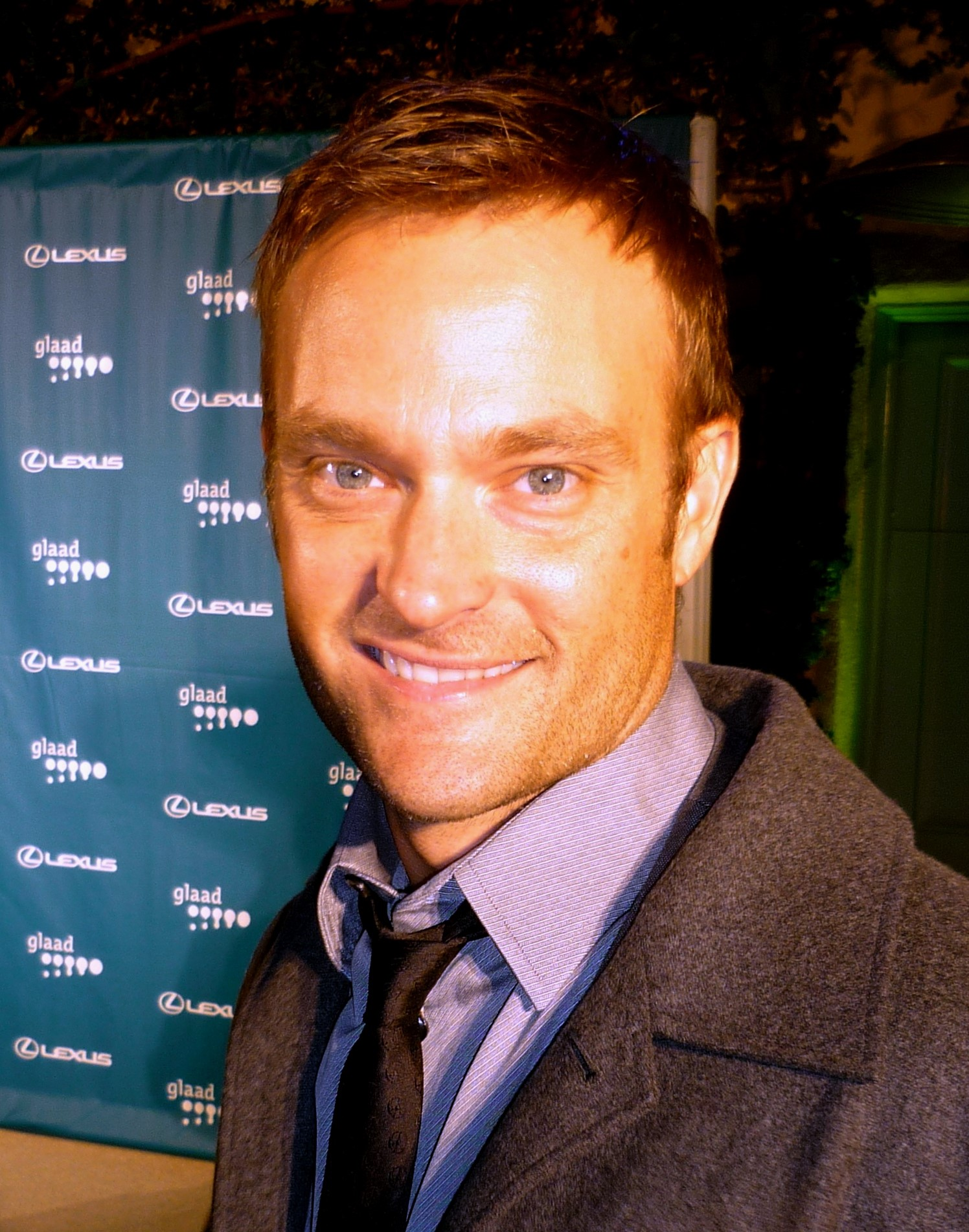
Chad Allen, 2009

Chad Allen (* 5. Juni 1974 als Chad Allen Lazzari in Cerritos, Kalifornien, USA) ist ein US-amerikanischer Schauspieler.

## Leben
Allen, der italienischer Abstammung ist, wuchs im kalifornischen Artesia mit einem Bruder und einer Zwillingsschwester auf. Sein Fernsehdebüt gab er im Alter von sieben Jahren in einer Folge der Serie Simon & Simon. Eine weitere Serienrolle spielte er von 1986 bis 1988 als David Witherspoon neben Shannen Doherty und Wilford Brimley in Unser Haus (Originaltitel Our House). Danach folgte die in den USA erfolgreiche Fernsehserie Ein Vater zuviel (1988–1990) an der Seite von Staci Keanan. Danach trat er in anderen Serien als Gastdarsteller auf, unter anderem in Wunderbare Jahre und Raumschiff Enterprise: Das nächste Jahrhundert.
1993 unterschrieb er für die Rolle des Matthew Cooper im Pilotfilm der Serie Dr. Quinn – Ärztin aus Leidenschaft. Allen wollte nur in dem Pilotfilm mitspielen, um von der Gage seine Collegeausbildung zu finanzieren. Doch Dr. Quinn – Ärztin aus Leidenschaft wurde ein Erfolg und lief insgesamt fünf Jahre. Allen blieb bis zum Schluss dabei, trat aber in den anschließenden Fernsehfilmen zur Serie nicht mehr auf. Nach dem Ende der Serie konzentrierte er sich aufs Theaterspielen und trat wieder als Gastdarsteller in Serien auf, darunter in Cold Case – Kein Opfer ist je vergessen und Charmed – Zauberhafte Hexen.
Nachdem die Regenbogenpresse Bilder von ihm veröffentlichte, auf denen er einen anderen Mann küsste, outete er sich 1996 als schwul. Seitdem betätigt er sich als LGBT-Aktivist.
Neben der Schauspielerei studierte Allen an der University of California, Los Angeles, Psychologie. Das Studium schloss er im Juni 2015 mit einem Bachelor of Arts ab. Bereits im April desselben Jahres bestätigte er in einem YouTube-Video, dass er seine Schauspielkarriere beendet hat um fortan als klinischer Psychologe zu arbeiten, um speziell homosexuellen Jugendlichen zu helfen.
Nach seinem Abschluss besucht er von 2015 bis 2020 die Antioch University in Neuengland, an der er schließlich – nach einem Vorpraktikum an der University of Maine – promovierte, um seinen Doktor in Psychologie (Psy.D.) zu erhalten. Ab 2013, und studienbegleitend, arbeitet er als klinischer Assistent beim One80Center in Los Angeles. Im Anschluss an seine Promotion arbeitete er ab Ende 2020 vier Jahre lang als Leiter (engl. clinical director) des PATH at Stone Summit in Danby, Vermont. Seit 2024 arbeitet er als Psychologe am Williams College in Williamstown, Massachusetts.

## Filmografie (Auswahl)
Filme
- 1985: Nicht meine Tochter (Not My Kid)
- 1986: Job Busters (Help Wanted: Kids)
- 1986: Happy New Year, Charlie Brown! (Sprechrolle)
- 1986: TerrorVision
- 1990: Chaos in Camp Cucamonga (Camp Cucamonga)
- 1991: Mord in New Hampshire (Murderer in New Hampshire)
- 1993: Tödliche Gottesanbeterin (Praying Mantis)
- 1998: The Love Boat: The Next Wave
- 2000: We Married Margo
- 2001: A Mother’s Testimony
- 2002: Getting Out
- 2003: Paris
- 2005: Third Man Out
- 2005: Durch den Tod versöhnt (End of the Spear)
- 2007: Save me
- 2009: Hollywood, je t’aime
- 2010: Sportk
- 2011: Fright Flick

Fernsehserien
- 1981: Simon & Simon (Folge 1x04)
- 1984: Airwolf (Folge 1x02)
- 1983–1988: Chefarzt Dr. Westphall (St. Elsewhere, 13 Folgen)
- 1985: Hotel (Folge 2x16)
- 1985/1988: Punky Brewster (Folgen 1x17, 4x20)
- 1985: Code of Vengeance (Folge 1x01)
- 1985–1986: Webster (6 Folgen)
- 1986–1988: Unser Haus (Our House, 46 Folgen)
- 1988: Ein Engel auf Erden (Highway to Heaven, Folge 4x24)
- 1988: Hunter (Folge 5x01)
- 1989–1990: Ein Vater zuviel (My Two Dads, 21 Folgen)
- 1990: Raumschiff Enterprise: Das nächste Jahrhundert (Star Trek: The Next Generation, Folge 4x04)
- 1991: D.E.A. – Krieg den Drogen
- 1991: Wunderbare Jahre (The Wonder Years, Folge 4x19)
- 1993: In der Hitze der Nacht (In the Heat of the Night, Folg 7x09)
- 1993–1998: Dr. Quinn – Ärztin aus Leidenschaft (Dr. Quinn, Medicine Woman, 147 Folgen)
- 1999/2004: New York Cops – NYPD Blue (NYPD Blue, Folgen 6x10 12x11)
- 2005: Cold Case – Kein Opfer ist je vergessen (Cold Case, Folge 2x20)
- 2005: Charmed – Zauberhafte Hexen (Charmed, Folge 8x09)
- 2006: Criminal Minds (Folge 1x16)
- 2008: CSI: Miami (Folge 7x05)
- 2008: General Hospital: Night Shift (5 Folgen)
- 2010: Dexter (Folge 5x06)